# Karl Theodor Geilenkirchen
Karl Theodor Geilenkirchen (* 6. Juni 1877 in Eschweiler; † 28. September 1954) war ein deutscher Eisenhüttenmann.

## Leben
Der Sohn des Bergwerksdirektors Peter Geilenkirchen und der Maria geb. Flaam, besuchte  das Realgymnasium in Aachen. Anschließend studierte er ab 1895 Eisenhüttenkunde an der RWTH Aachen und wurde Mitglied im Akademischen Verein der Chemiker, Berg- und Hüttenleute, dem späteren Corps Montania. In den Jahren 1899 und 1900 diente er als Einjährig-Freiwilliger beim Eisenbahnregiment 2 in Berlin. Nachdem er im Januar 1900 das Diplom-Examen erlangt hatte, begann er im Oktober 1900 seine berufliche Laufbahn bei der Firma Tümmler, Stammschulte & Co. in Schwientochlowitz. Von 1901 bis 1907 war er beim Hörder Bergwerks- und Hütten-Verein der Phoenix AG für Bergbau und Hüttenbetrieb tätig. 1904 wurde er zum Dr.-Ing. promoviert und heiratete im selben Jahr in Saaz, Böhmen Martha A. M. Schreitter von Schwarzenfeld (* 1880 Saaz), Tochter des Joseph F. Schreitter Ritter von Schwarzenfeld und der Julie geb. Kohl. Aus dieser Ehe stammt ein Sohn (* 1905). 1907 wechselte er als Oberingenieur und später Direktor zur Elektrostahl GmbH in Remscheid-Hasten, die seit 1906 weltweit das erste Elektrostahlwerk betrieb. 1926 wurde er Hauptgeschäftsführer des Vereins Deutscher Eisengießereien in Düsseldorf.
Seit 1914 war Geilenkirchen Schriftleiter der Zeitschrift Die Gießerei, des Vereinsorgans des Vereins Deutscher Eisengießereien. Er verfasste zahlreiche Aufsätze über die Elektrostahlerzeugung und das Gießereiwesen, die in verschiedenen technischen Zeitschriften publiziert wurden. Im Ersten Weltkrieg war er als Hauptmann der Reserve Führer einer Eisenbahn-Bau-Kompanie und verschiedener Eisenbahn-Bau-Abteilungen. An Auszeichnungen erhielt er die Landwehr-Dienstauszeichnung II. und I. Klasse sowie neben anderen Kriegsauszeichnungen das Eiserne Kreuz II. und I. Klasse. Nach Kriegsende schied er als Major aus. Er war in zweiter Ehe verheiratet mit Margarethe Koenig aus Essen, mit der er vier Kinder hatte.
Von 1922 bis 1924 war er für die Deutsche Volkspartei Abgeordneter im Provinziallandtag der Rheinprovinz.

## Schriften
- Verwendung von kalterblasenem Roheisen zur Flußeisenerzeugung, 1904
- Grundzüge des Eisenhüttenwesens, 1911
- Die Eisen- und Stahlwerke Meier & Weichelt Leipzig-Lindenau 1874-1924, 1924 (zusammen mit Ernst Schultze)
- Gießerei-Kalender 1954 (Herausgeber)